# Anthene sheppardi
Anthene sheppardi är en fjärilsart som beskrevs av Stevenson 1940. Anthene sheppardi ingår i släktet Anthene och familjen juvelvingar. Inga underarter finns listade i Catalogue of Life.